# 68-as busz (Budapest)
A budapesti 68-as jelzésű autóbusz Kispest, Vas Gereben utca és Akadémiaújtelep, 525. tér között közlekedik. A viszonylatot a Budapesti Közlekedési Zrt. üzemelteti.
Mindenszentek ünnepekor 68B (korábban 68A) jelzéssel betétjáratot is indítanak a megnövekedő utasforgalom miatt az Új köztemető és Kőbánya-Kispest között.

## Története
1955. augusztus 29-én az 51A viszonylatot a Kispest, Hunyadi utca és Rákosszentmihály, Csömöri út között meginduló 68-as buszjárat váltotta fel.
Temetői járatként a Hunyadi utca és az Új köztemető között 68A jelzésű betétjárata is közlekedett. A 68-as busz 1963-ban már a Kispest, Élmunkás lakótelepig járt, majd 1977. május 20-án meghosszabbították az Akadémiaújtelepig, a Vörös Hadsereg útja helyett pedig az Ady Endre úton közlekedett. 1977. augusztus 20-ától az Újhegyi út helyett a Sibrik Miklós úton járt, az Újhegyi lakótelep érintésével. A Sibrik Miklós úti felüljáró átadása után a Vasgyár utcát és a Lehel utcát nem érintette.
2018. június 30-ától hétvégente és ünnepnapokon, majd 2022. január 10-étől minden nap az autóbuszokra kizárólag az első ajtón lehet felszállni, ahol a járművezető ellenőrzi az utazási jogosultságot.
2023. március 18-ától megosztva, részint 268-as jelzéssel, a Kossuth Lajos utca helyett Akadémiaújtelep felől a Vas Gereben utca – Nádasdy utca, visszafelé a Nádasdy utca – Hofherr Albert utca útvonalon érik el az Ady Endre utat. A 68-as buszok emellett Akadémiaújtelep irányában érintik a 194-es buszok Vas Gereben utca megállóhelyét is.

## Útvonala
| Akadémiaújtelep, 525. tér felé |
| Kispest, Vas Gereben utca vá. – Nádasdy utca – Kossuth Lajos utca – Ady Endre út – Kisfaludy utca – Simonyi Zsigmond utca – Bartók Béla utca – felüljáró – Sibrik Miklós út – Harmat utca – Újhegyi út – Kozma utca – Jászberényi út – felüljáró – Jászberényi út – 501. utca – Akadémiaújtelep, 525. tér vá.              |
| Kispest, Vas Gereben utca felé |
| Akadémiaújtelep, 525. tér vá. – 501. utca – Jászberényi út – felüljáró – Jászberényi út – Kozma utca – Újhegyi út – Harmat utca – Sibrik Miklós út – felüljáró – Szabó Ervin utca – Kossuth tér – Báthory utca – Ady Endre út – Kossuth Lajos utca – Zalaegerszegi utca – Vas Gereben utca – Kispest, Vas Gereben utca vá. |

## Megállóhelyei
| 0  | Kispest, Vas Gereben utca végállomás               | 33 | 194, 194B, 268 | XIX. kerületi orvosi rendelő                 |
| 0  | Kispest, Vas Gereben utca                          | ∫  | 194, 194B | XIX. kerületi orvosi rendelő                 |
| ∫  | Vas Gereben utca / Zalaegerszeg utca               | 32 | 54, 55, 84E, 89E, 294E |                                              |
| ∫  | Zalaegerszeg utca                                  | 31 | 54, 55 |                                              |
| 1  | Kossuth Lajos utca / Nádasdy utca                  | 30 | 194, 194B |                                              |
| 2  | Áchim András utca / Kossuth Lajos utca             | 28 | |                                              |
| 3  | Kossuth Lajos utca / Ady Endre út                  | 27 | 42 268 |                                              |
| 5  | Templom tér                                        | 26 | 42 132E, 268 | Templom                                      |
| 6  | Kisfaludy utca (↓) Ady Endre út (Báthory utca) (↑) | 25 | 148, 151, 268 |                                              |
| 8  | Simonyi Zsigmond utca (↓) Kispest, Kossuth tér (↑) | 23 | 93, 93A, 132E, 136, 148, 151, 268 50 |                                              |
| 9  | Sós utca                                           | ∫  | 93, 93A, 148, 151, 268 |                                              |
| 11 | Kőbánya-Kispest M                                  | 22 | 85, 85E, 93, 93A, 98, 98E, 132E, 136, 148, 151, 182, 182A, 184, 193E, 200E, 202E, 268, 282E, 284E 575, 576, 577, 578, 580, 581 S21 S36 G43 S50 G50 Z50 IC, sebesvonat, gyorsvonat, expresszvonat P+R (KöKi Terminál) P+R (Kőbánya-Kispest) | Metróállomás, Vasútállomás, Autóbusz-állomás |
| 12 | Felüljáró (Gyömrői út) (↓) Felüljáró (↑)           | 20 | 85, 98, 98E, 151, 217, 217E, 268 |                                              |
| 13 | Gergely utca (Sibrik Miklós út)                    | 18 | 85, 117, 217, 268 | Lidl áruház                                  |
| ∫  | Gőzmozdony utca                                    | 18 | 85, 268 | Family Center                                |
| 14 | Szövőszék utca                                     | 17 | 117, 268 |                                              |
| ∫  | Sibrik Miklós utca                                 | 16 | 85, 85E, 185, 268 |                                              |
| 15 | Újhegyi sétány                                     | 15 | 85, 85E, 117, 185, 268 |                                              |
| 16 | Tavas utca                                         | ∫  | 85, 85E, 117, 268 | iskola                                       |
| 18 | Újhegyi út, Sportliget                             | 14 | 185, 268 | X. kerületi Sporttelep                       |
| 19 | Maglódi út                                         | 12 | 268 |                                              |
| 21 | Új köztemető                                       | 11 | 95, 195, 202E, 268 28, 28A, 37 |                                              |
| 22 | Izraelita temető                                   | 9  | 195, 268 28 | Kozma utcai izraelita temető                 |
| 22 | Gránátos utca                                      | 8  | 195, 268 | Gránátos utcai izraelita temető              |
| 23 | Meténg utca                                        | 7  | 195, 268 |                                              |
| 24 | Athenaeum Nyomda (↓) Kozma utca (↑)                | 7  | 161, 161A, 162, 195, 262, 268 484 |                                              |
| 25 | Kossuth Nyomda                                     | 5  | 161, 161A, 162, 168E, 195, 262, 268 484 |                                              |
| 27 | Legényrózsa utca                                   | 3  | 161, 161A, 162, 195, 262, 268 484 |                                              |
| 28 | Rézvirág utca                                      | 3  | 67, 161, 161A, 161E, 162, 195, 202E, 261E, 262, 268 | Kertvárosi Általános Iskola                  |
| 29 | Dombhát utca                                       | 2  | 161, 161A, 162, 195, 262, 268 |                                              |
| 30 | 501. utca (↓) Jászberényi út (↑)                   | 1  | 161, 161A, 161E, 162, 202E, 195, 262, 268 |                                              |
| ∫  | 501. utca                                          | 0  | 268 |                                              |
| 32 | Akadémiaújtelep, 525. tér végállomás               | 0  | 268 | Hófehérke Óvoda                              |

## Képgaléria

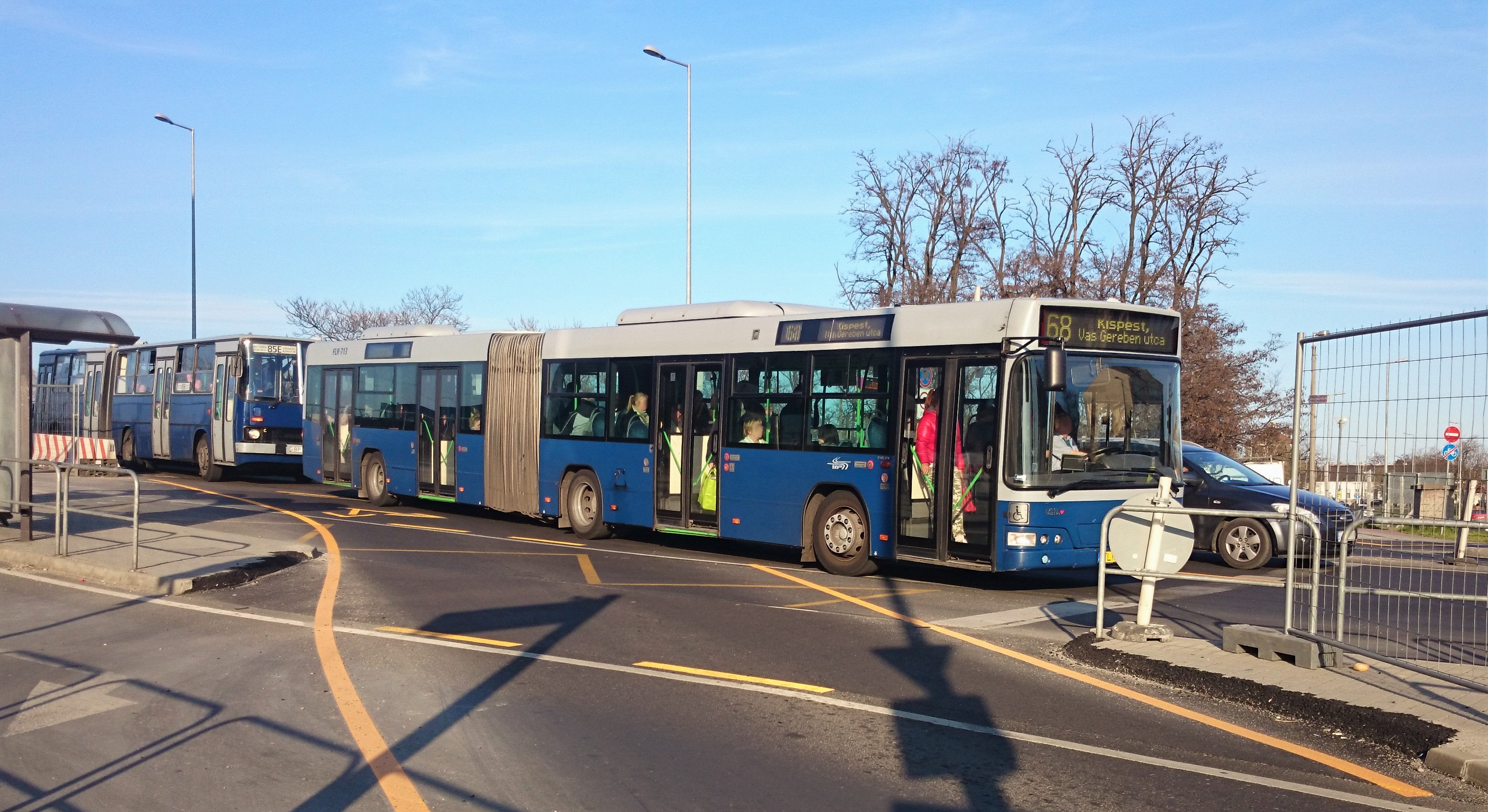
Volvo 7700A
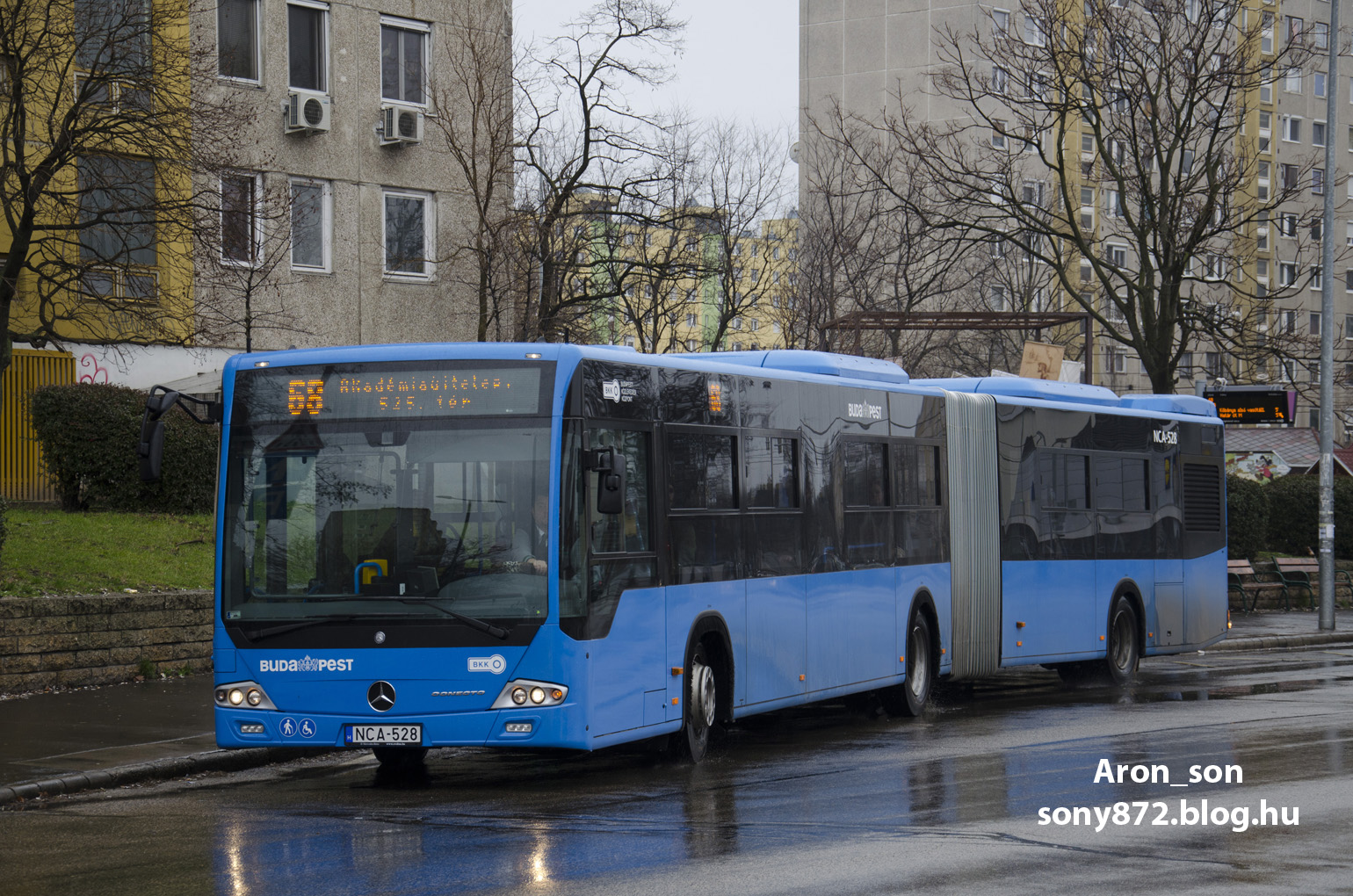
Mercedes-Benz Conecto G
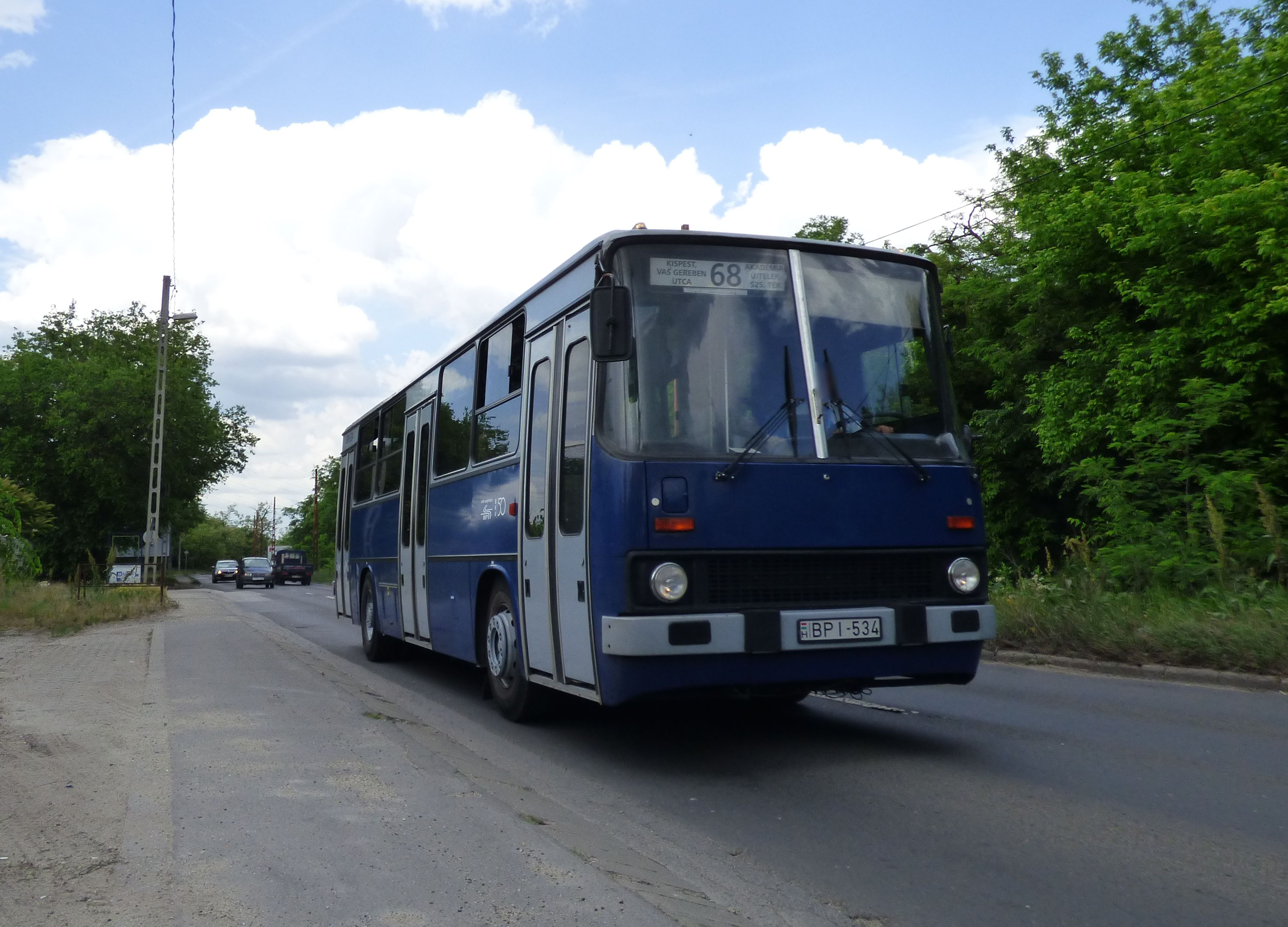
Ikarus 260